# ポール・マクギガン
ポール・マクギガン（Paul McGuigan、1963年9月19日 - ）は、スコットランドの映画監督である。

## 経歴
1963年9月19日、ベルシルに生まれる。
1998年、アーヴィン・ウェルシュの短編集に基づく『アシッド・ハウス』を監督する。2000年、『ギャングスター・ナンバー1』を監督する。2003年、ポール・ベタニーとウィレム・デフォーが主演した『仮面の真実』を監督する。
2004年、ジル・ミモーニ監督『アパートメント』（1996年）のリメイクとして『ホワイト・ライズ』を監督する。2006年、ジョシュ・ハートネット主演の『ラッキーナンバー7』がサンダンス映画祭にてプレミア上映される。2009年、『PUSH 光と闇の能力者』を監督する。

## フィルモグラフィー

### 映画
- アシッド・ハウス The Acid House （1998年）
- ギャングスター・ナンバー1 Gangster No. 1 （2000年）
- 仮面の真実 The Reckoning （2003年）
- ホワイト・ライズ Wicker Park （2004年）
- ラッキーナンバー7 Lucky Number Slevin （2006年）
- PUSH 光と闇の能力者 Push （2009年）
- ヴィクター・フランケンシュタイン Victor Frankenstein （2015年）
- Film Stars Don't Die in Liverpool （2017年）

### テレビ
- SHERLOCK Sherlock （2010年 - 2012年）
- 脳外科医モンロー Monroe （2011年）
- SMASH Smash （2012年）
- スキャンダル 託された秘密 Scandal （2012年）
- デビアスなメイドたち Devious Maids （2013年）
- ドラキュラ伯爵 Dracula (2020年)